# 速霸陸WRX
速霸陸WRX（日语：スバル・WRX）乃是日本富士重工業開發製造的緊湊型高性能轎車（sports sedan），原本為速霸陸Impreza的高性能版本，自2014年起因應原廠的新行銷策略而另行獨立自成一系。

## 第一代 (VA; 2014)

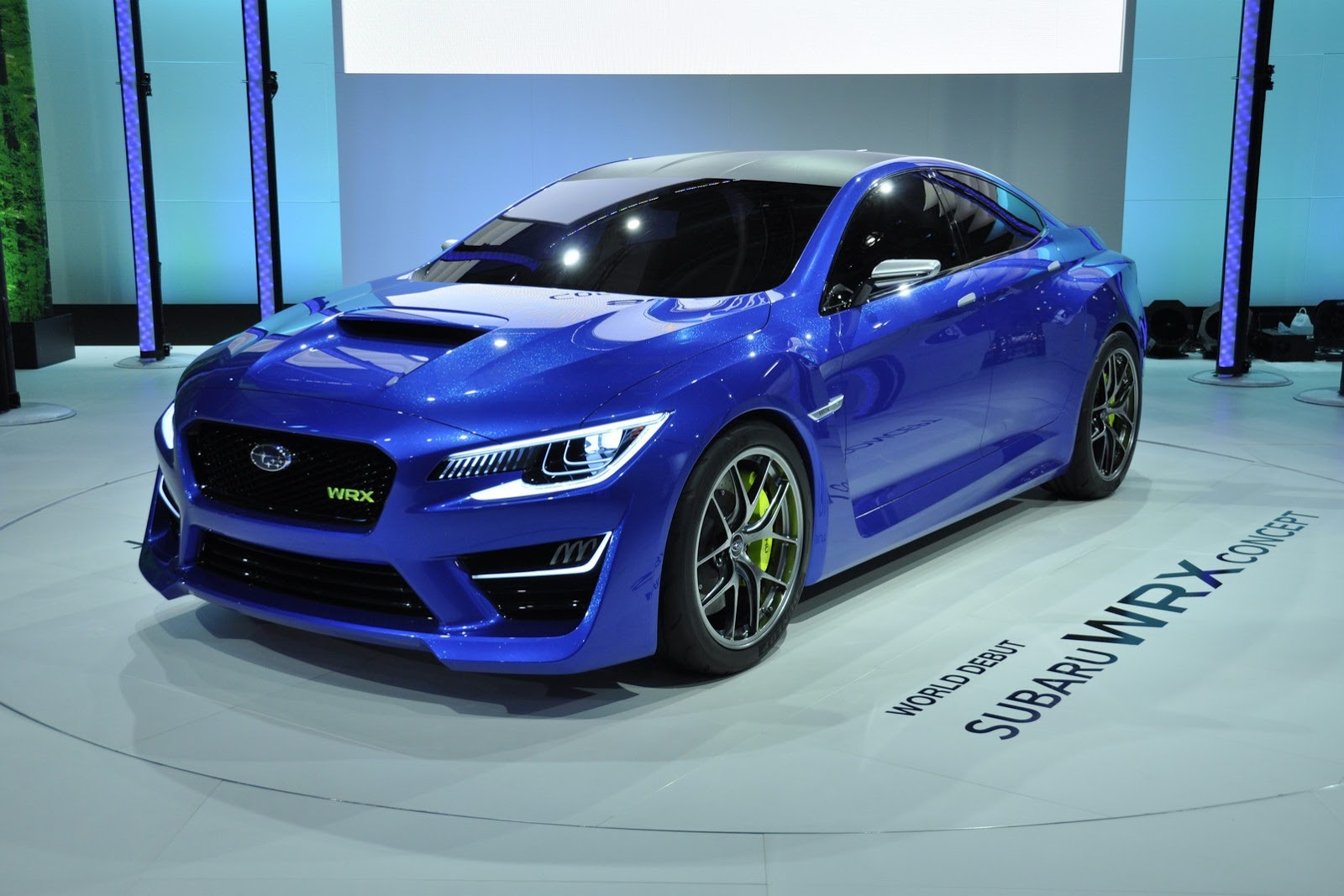
WRX Concept，攝於2013年紐約國際車展

2013年 - 3月舉辦的紐約國際車展上，富士重工業公開一部名喚「WRX Concept」的概念車，預告了新世代的WRX。同年11月旋即在洛杉磯國際車展發表全新WRX（亦即四門轎車版S4），翌年元月在底特律車展公開速霸陸技術國際操刀的WRX STI。原先WRX乃是Impreza提升性能後的版本，但是原廠變更行銷策略後，正式獨立成另一個著重於性能表現的新車系。
美規WRX STI的標準配備包含DCCD駕駛者可控式中央差速器、SI-DRIVE系統、VDC車輛動態控制系統、VTD可變扭力分配系統；此外為了提升操控性能，轉向齒比從WRX的14.5：1（2.8圈）調整成13.0：1（2.5圈），所以過彎轉向更為靈活。在外觀上，大型後擾流尾翼、後保險桿下分流器、專屬空力套件、左右各二出排氣尾管、STI專屬徽飾等都是其專屬配備。內裝方面則有兩張桶型電動八向賽車座椅、小尺寸方向盤、雙區獨立恆溫空調系統、金屬踏板、可顯示油溫和增壓值的4.3吋彩色顯示幕、CD/iPod聯結音響系統等，另外可以加價選購黑色阿爾坎塔拉座椅、6.1吋觸控螢幕含衛星導航及影音整合主機、Harman Kardon頂級音響等。動力心臟為2.5L水平對臥四缸DOHC EJ257型渦輪增壓引擎，搭配六速手動排檔變速箱，可榨出305hp / 6,000rpm的最大馬力和40.1kg·m / 4,000rpm的峰值扭力。
至於美規WRX車型在外型上則改成小鴨尾尾翼，動力來源為2.0L水平對臥四缸DOHC FA20F型渦輪增壓引擎，搭配Sport Lineartronic CVT無段變速系統。不過這套Lineartronic CVT系統備受不少汽車雜誌的質疑，相較於歐洲車廠的雙離合變速箱比手排變速箱表現更佳，本車款的CVT版在四分之一英里起步時竟比手排版慢了0.7秒，0至60英里加速的表現也是歷代WRX中（含Impreza WRX、Impreza WRX STi等）最差。
2014年 - 5月30日意美汽車同步在臺灣和香港推出此車款：臺灣市場屬於歐規版本，依動力和配備不同區分成四種車型，香港市場則按2.0L和2.5L的動力分兩種車型。日本市場推遲至同年8月25日才正式上市，共有S4（細分成2.0GT EyeSight及2.0GT-S EyeSight）、STI、STI Type-S等四種車型。「S4」代表「Sport Performance、Safety Performance、Smart Driving、Sophisticated Feel」等四種S，外觀上和歐規版本並無二致，但可加價選購前後下巴、側裙，以及前保桿下方的LED燈條及LED霧燈座等配備。S4的動力雖然同為FA20F型水平對臥四缸渦輪增壓引擎，可是輸出馬力達300ps / 5,600rpm、扭力峰值40.8kgf·m / 2,000-4,800rpm。搭配的Sport Lineartronic CVT變速箱具備模擬8速手排的模式且含換檔撥片，可以設定與臺灣歐規車型相同的三段運動化模式：Intelligent、Sport或Sport Sharp等模式。日規版的內裝方面跟美規、歐規相差無幾，不過電子式手煞車卻是日規版的獨門配備。此外，S4車型還比STI車型多出EyeSight行車輔助系統。
由速霸陸技術國際操刀的STI車型則分成標準、Type S，二者皆有LED晝行燈、燻黑大燈組，標準型配置18吋暗青銅色鋁合金輪圈，沒有大型擾流尾翼；Type S型則為18吋BBS製高強度鍛造鋁圈、大型擾流尾翼。關於內裝方面，此二者與S4車型沒有太大的差別，另可加價選購真皮座椅。動力部分則跟美規不同，改採2.0L水平對臥四缸DOHC EJ207型渦輪增壓引擎，可在6,400rpm輸出308hp的最大馬力，扭力則在4,400rpm達到43kg·m的峰值表現。在操控方面，同樣搭載SI-DRIVE駕駛輔助系統、DCCD駕駛者可控式中央差速器、VDC車身動態穩定控制系統、前螺旋齒輪式限滑差速器、後托森式限滑差速器、Brembo前對4後對2煞車卡鉗等，Type S另外換裝倍適登（Bilstein）避震器。
2015年 - 7月1日速霸陸北美分公司宣佈推出限量700輛的「WRX STI HyperBlue」特仕車，具有水藍色車身塗裝與藍黑雙色調內裝。
2016年 - 5月11日澳洲當地發售限量200部的「Special Edition」特仕車，新增黑色18吋BBS製輪轂、紅色座椅縫線、紅色內飾板，手排車具有STi排檔頭。此外，7.0吋彩色多功能觸碰螢幕（整合衛星導航、影音娛樂系統、倒車顯影等功能）、Harmon Kardon音響系統（含八具揚聲器）也列入標準配備。

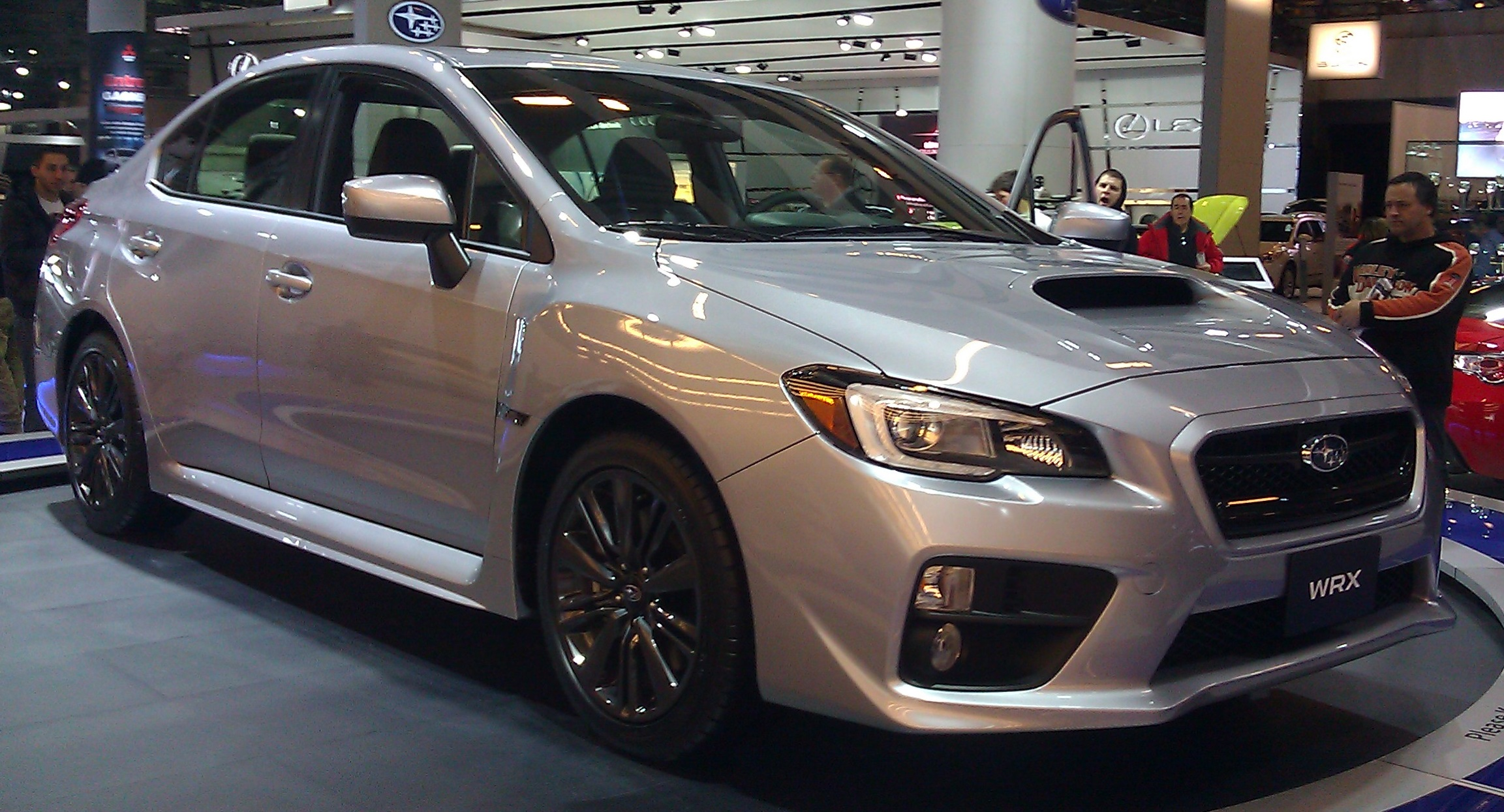
2014年蒙特婁車展上的S4
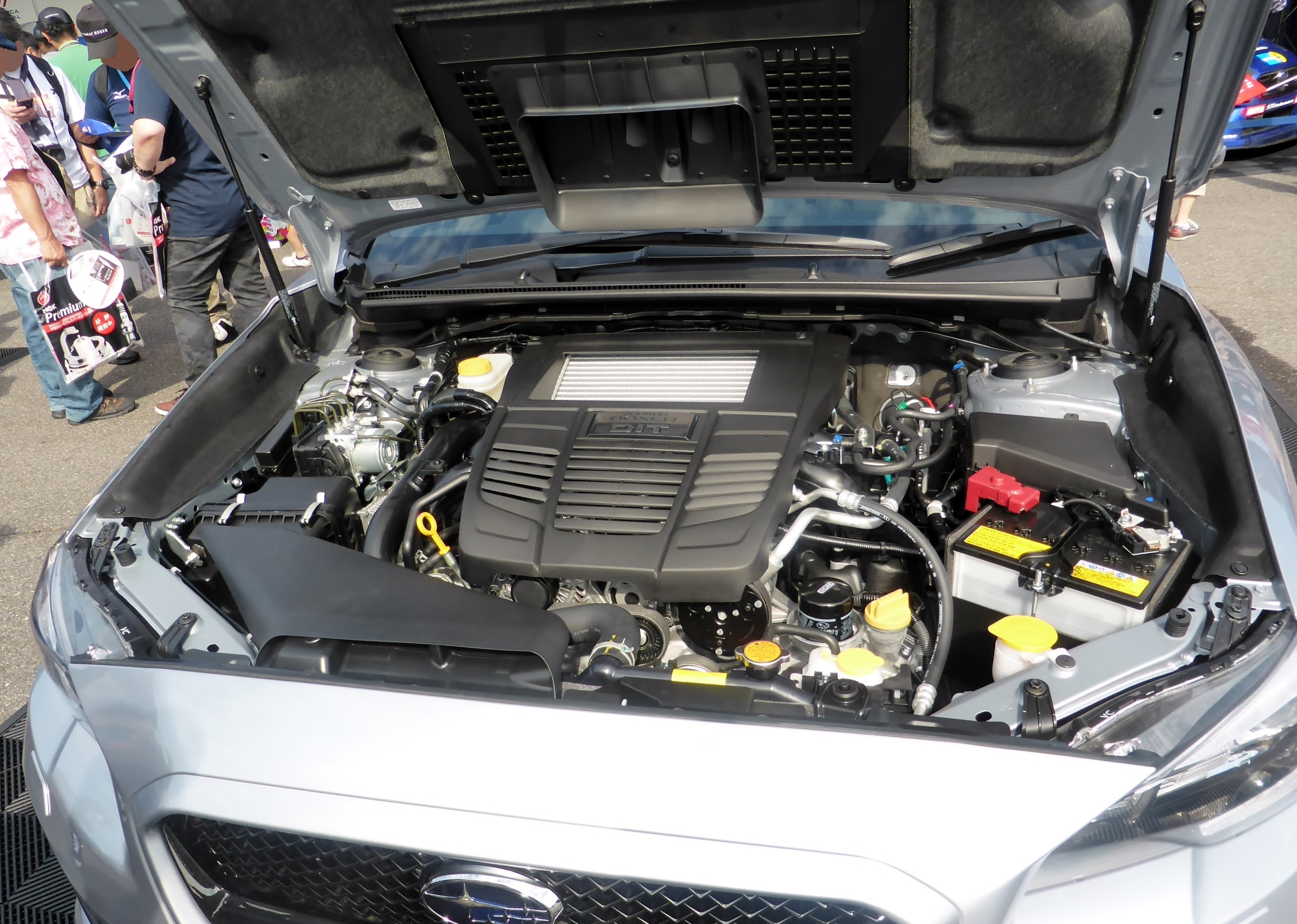
S4引擎室特寫
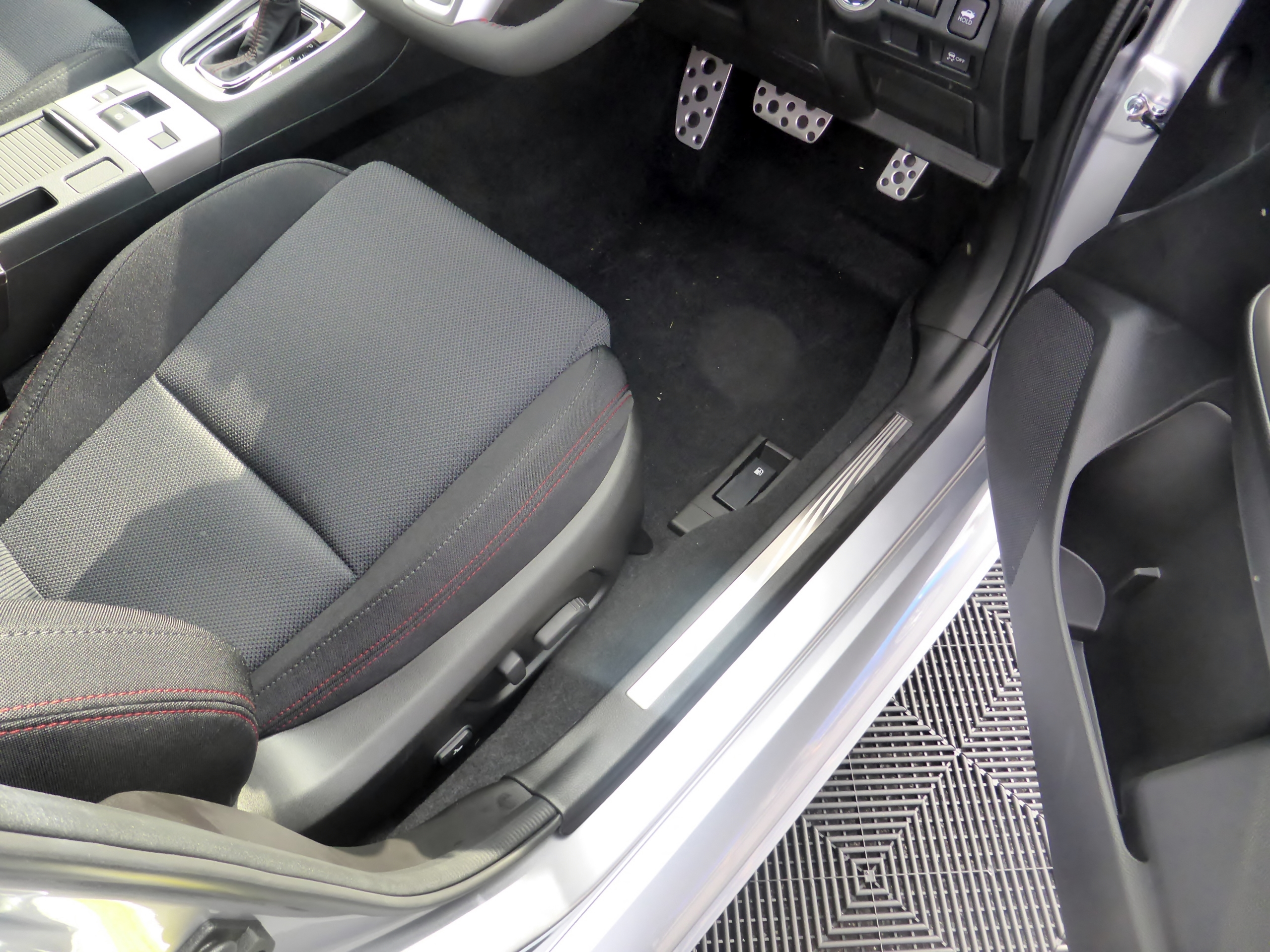
S4內裝
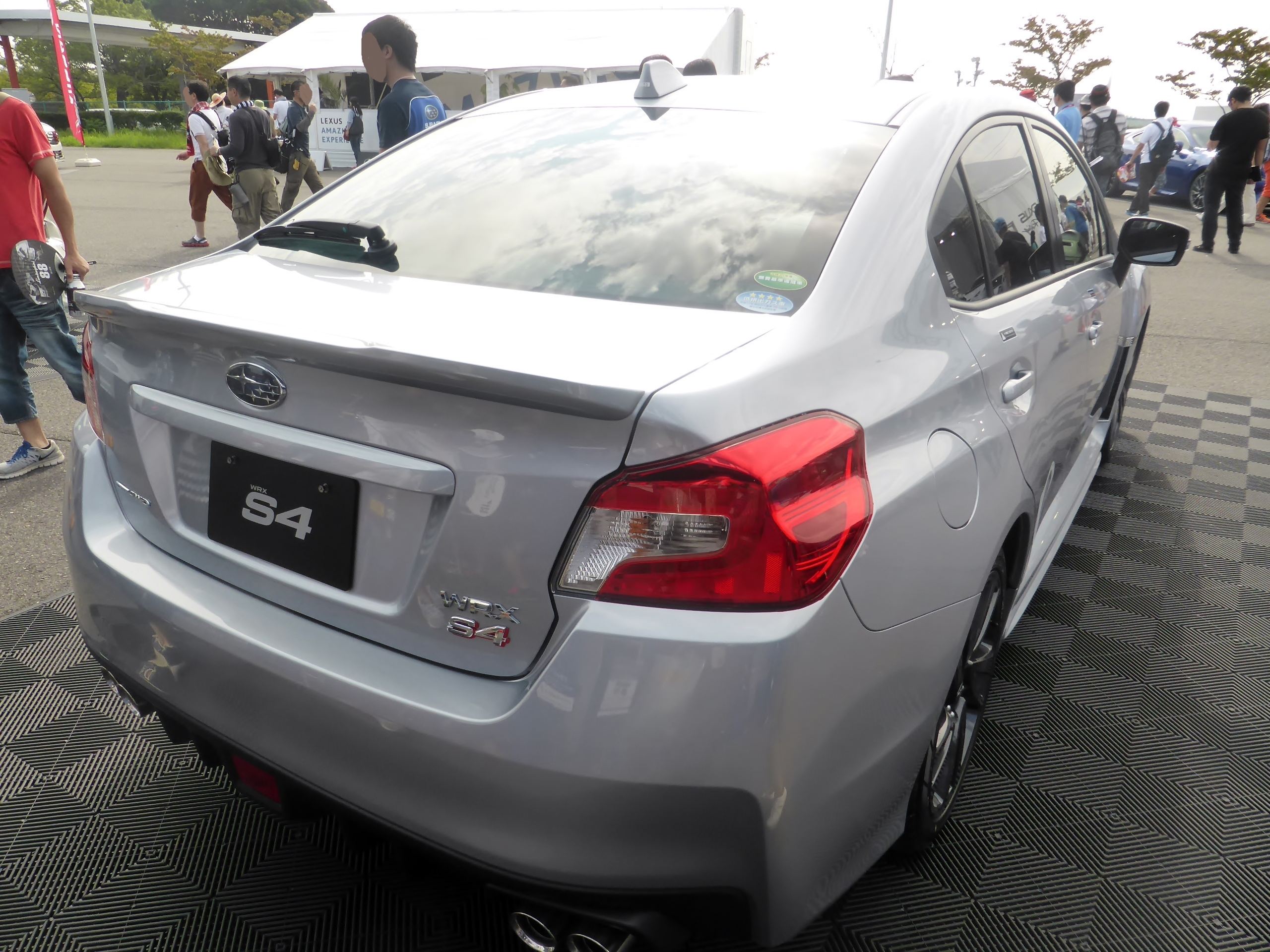
S4車尾
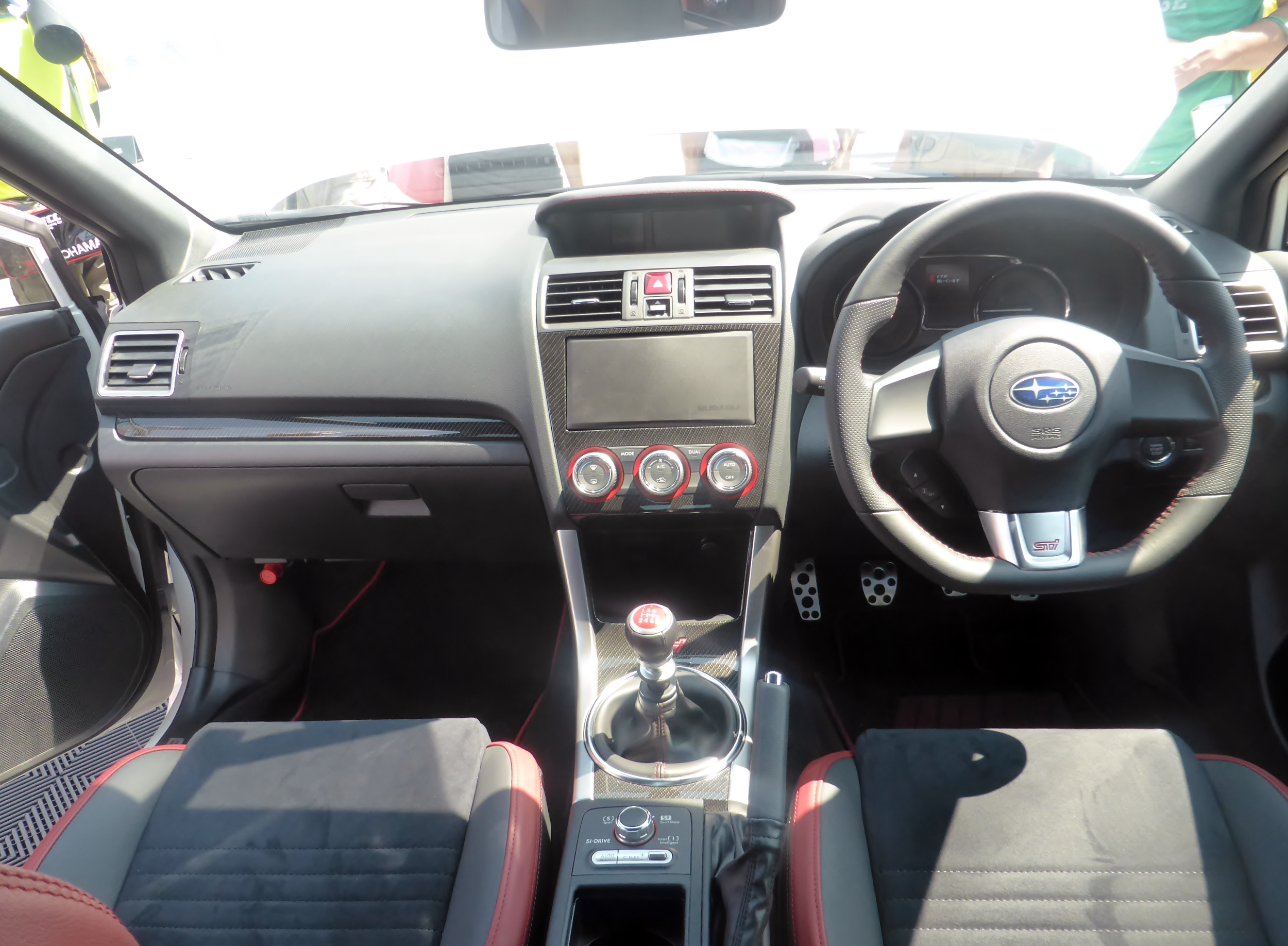
STI內裝
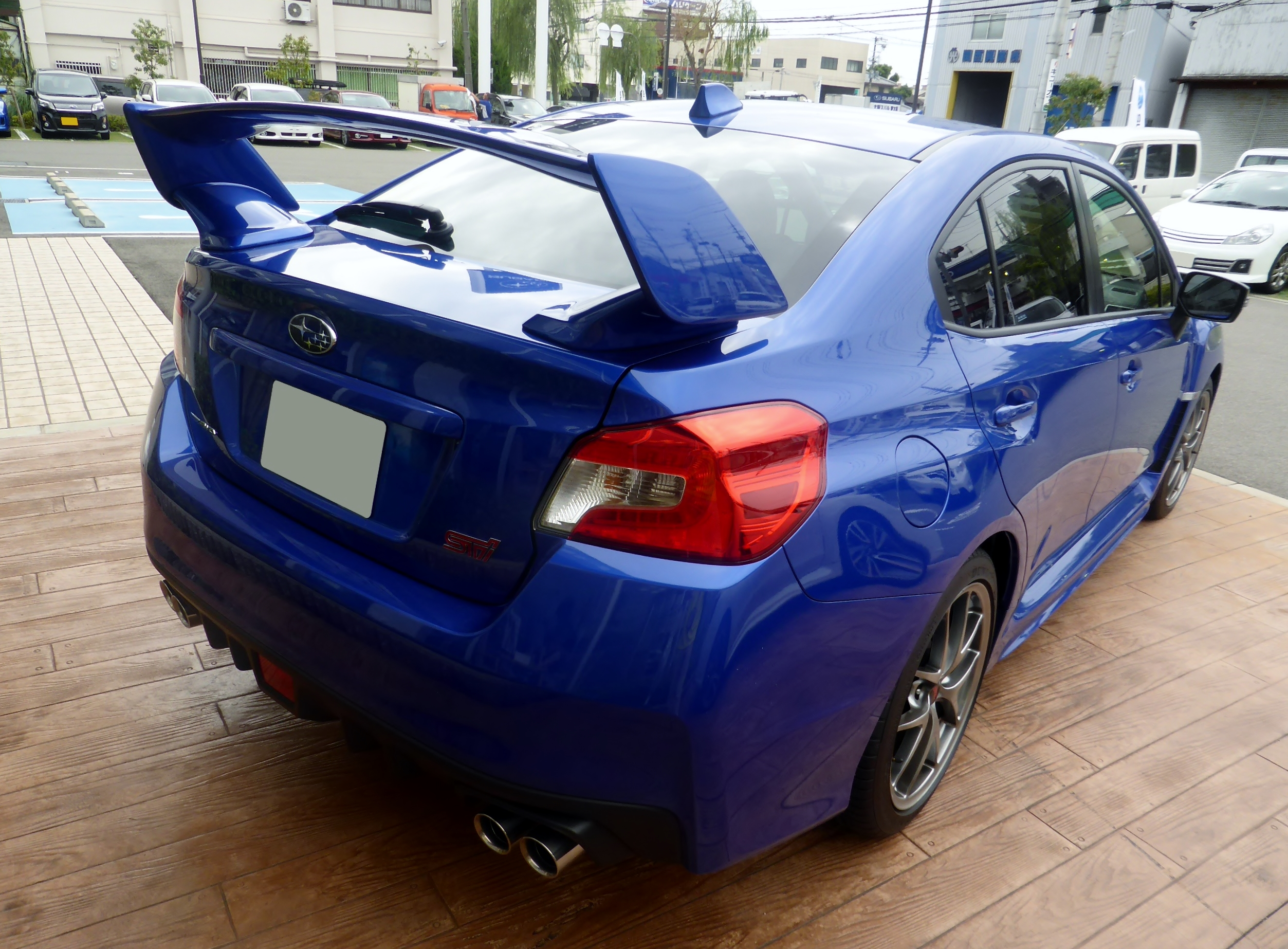
STI車尾
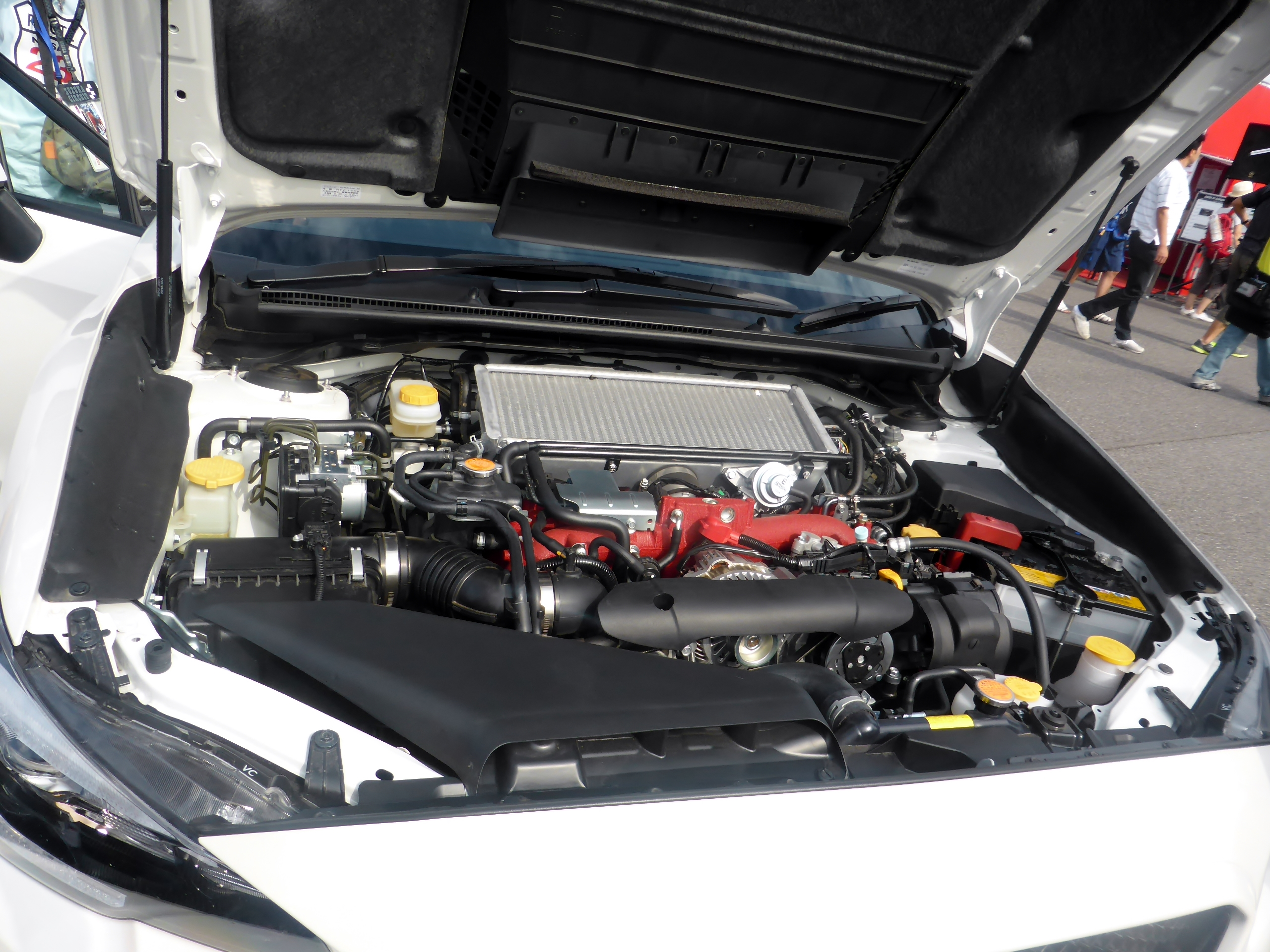
STI引擎室特寫

## 第二代 (VB; 2021)

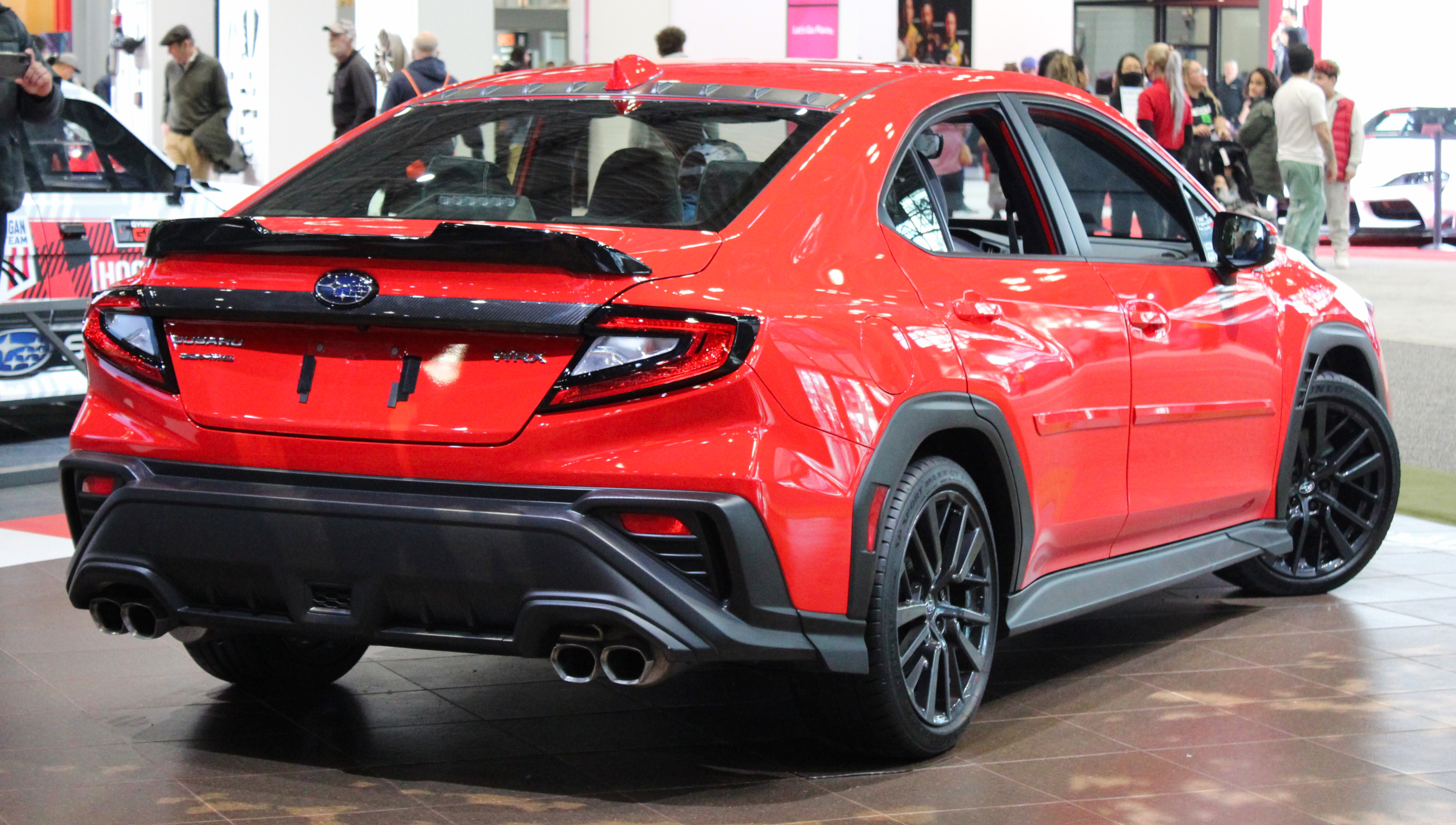
車尾
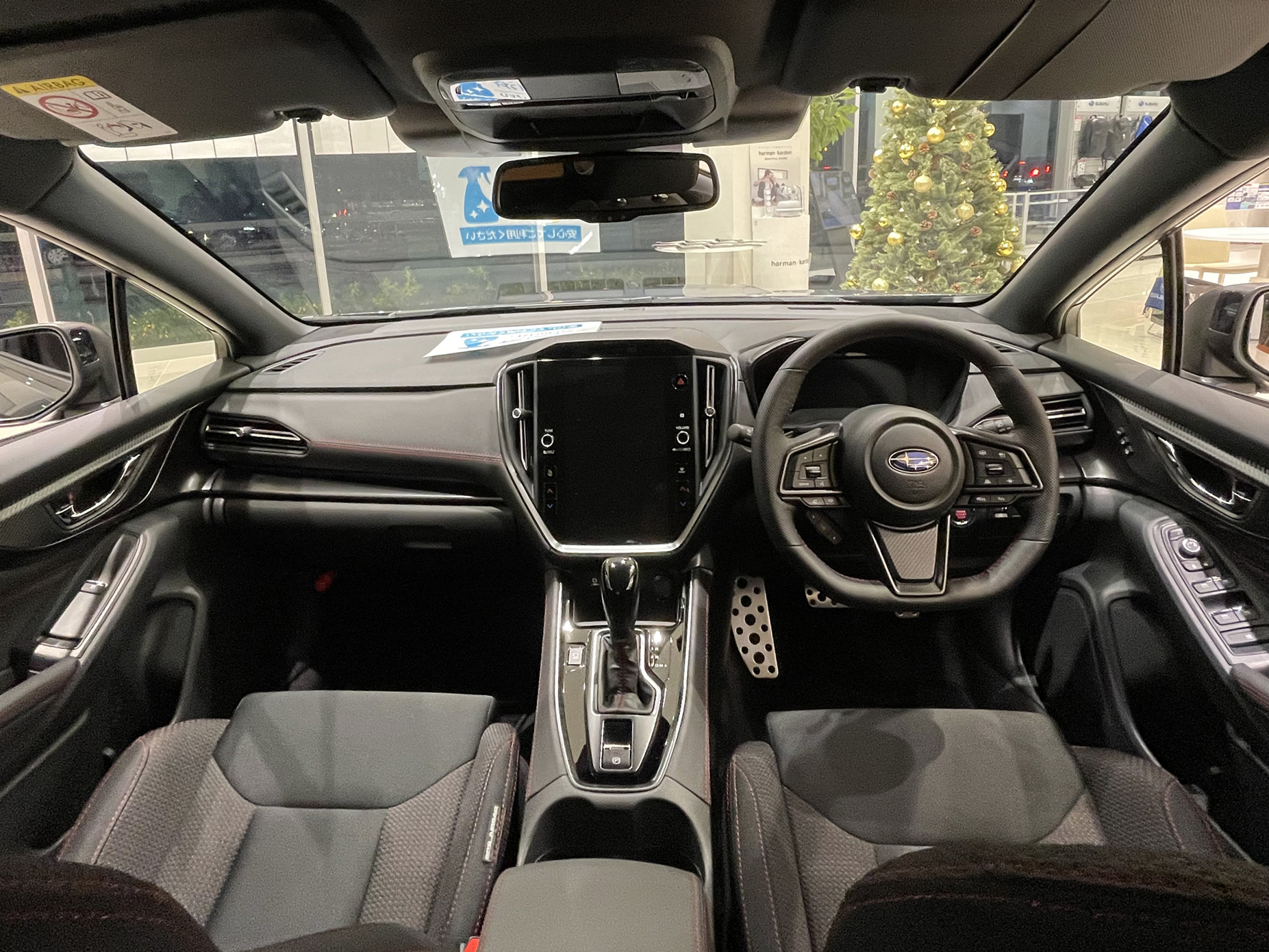
內裝(右駕)

2021年9月10日，新的第二代速霸陸WRX（WRX銘牌為第五代）在北美市場亮相。它配備了新的FA24F渦輪增壓水平對臥四缸引擎，可產生271匹馬力（202kW；275PS）和258磅（350N·m；36kg·m）的扭矩。引擎更新包括更大的氣缸孔、電子控制的排氣旁通閥和空氣旁通閥。變速箱選擇是稱為速霸陸性能變速箱（SPT）的新型模擬8速CVT或6速手排變速箱；SPT提供具有可變扭矩分配的全輪驅動系統，而手排變速箱配備中央差速器。當配備“駕駛模式選擇系統”時，該車配備了電子避震器，這在WRX上尚屬首次。

### 旅行車

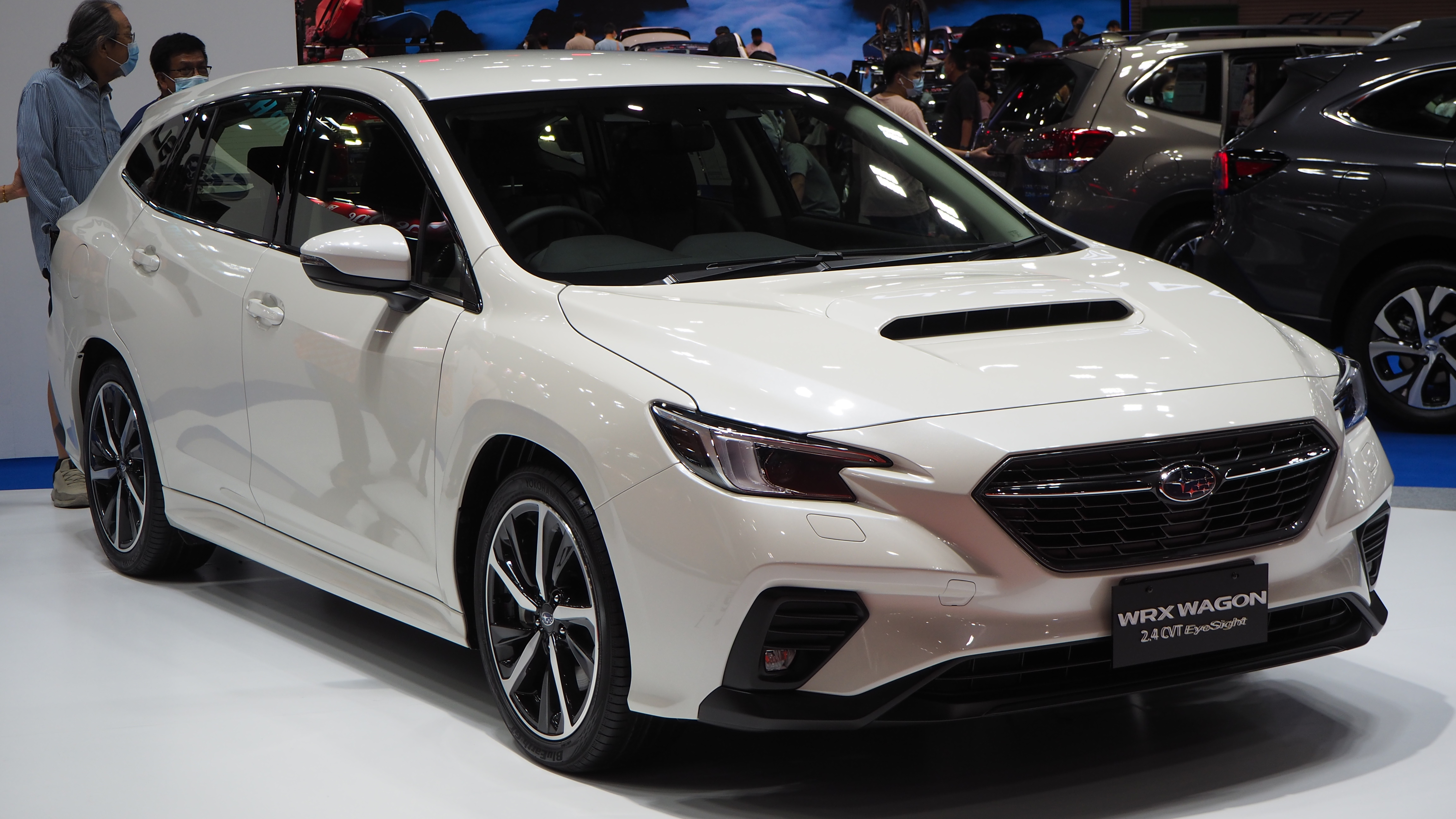
2022 WRX wagon

2021年10月14日，第二代Levorg分別作為WRX Sportswagon和WRX GT在澳大利亞和紐西蘭推出。它由與WRX轎車相同的2.4升渦輪增壓引擎提供動力。
WRX旅行車於2022年6月在菲律賓發布，於2022年8月在泰國發布，2023年1月在新加坡發布，2023年5月在台灣發布

## 外部連結
- WRX臺灣官方網站 （页面存档备份，存于）
- （英文）WRX S4香港官方網站 （页面存档备份，存于）
- （英文）WRX STI香港官方網站 （页面存档备份，存于）
- （日語）WRX STI日本官方網站 （页面存档备份，存于）
- （日語）WRX S4日本官方網站 （页面存档备份，存于）